# Georg Kajanus
Georg Johan Tjegodiev Sakonski Kajanus, född 9 februari 1946, är en norsk kompositör och popmusiker, bland annat känd som sångare och låtskrivare för den brittiska popgruppen Sailor.

## De unga åren
Kajanus föddes i Trondheim, Norge. Hans föräldrar var Prins Pavel Aleksevitsj Tjegodiev Sakonski (också känd som Paul Vernstad) från Ryssland och den fransk/finska skulptören Johanna Kajanus, som för övrigt var barnbarn till den finske kompositören och dirigenten Robert Kajanus. Kajanus är bror till den nu avlidna filmskaparen och skådespelaren Eva Norvind samt farbror till den mexikanske teater- och filmskådespelaren Nailea Norvind.
När Kajanus var 12 år gammal flyttade han med sin mor och syster till Paris, där han studerade musik och klassisk gitarr, och tog även flyglektioner på Cité Universitaires flygskola. Familjen flyttade sedan till Québec, Kanada, där Kajanus arbetade som glasmålare i Montréal.

## Tidig musikalisk karriär
Kajanus var medlem i det engelska folkrockbandet Eclection, vars självbetitlade debutalbum släpptes 1968
Kajanus skrev även Cliff Richards singel "Flying Machine" (1971).
Tillsammans med Phil Pickett skapade Kajanus låten "Hi Ho Silver!" 1972 under namnet Kajanus/Picket. De två bestämde sig för att bilda ett band, preliminärt kallat  KP Packet. De anställde trummisen Grant Serpell från Affinity och klaviaturspelaren och gitarristen Henry Marsh från "Gringo". Gruppen gjorde 1973 sina första inspelningar i en liten inspelningsstudio i norra London. Delar av det inspelade materialet släpptes inte förrän långt senare då tre demolåtar från denna tid fanns med på gruppen Sailors cdbox från 2006, Buried Treasure.

## Sailor
Kajanus utvecklade ett musikaliskt teaterkoncept han kallade Red Light Review. Det baseras på hans minnen som ung man på platser som Pigalle i Paris red-light district. Med uppmuntran från Grant Serpell började Kajanus bearbeta detta material till poplåtar, och gruppen Sailor skapades.
Sailor skrev skivkontrakt med Epic Records-CBS Records och mellan 1974 och 1978 släppte bandet fem album med Kajanus som leadsångare, gitarrist och låtskrivare: Sailor, Trouble, The Third Step, Checkpoint (utan Pickett) och Hideaway. Kajanus skrev alla låtar för de tre första skivorna och skapade även bandets största hitlåtar, "A Glass of Champagne" och "Girls, Girls, Girls".
Kajanus lämnade sedan Sailor och lämnade kreativiteten i Pickets händer, varefter bandet släppte ytterligare en skiva, Dressed for Drowning.

## DATA och senare
När Kajanus lämnat Sailor började han experimentera med elektronisk musik. Han skapade gruppen DATA med systrarna Francesca "Frankie" och Philippa "Phil" Boulter. Musiken på deras första album, Opera Electronica, hade en klassisk betoning, och användes som tema till kortfilmen Towers of Babel från 1981. DATA släppte sedan albumen 2-TiME 1983 och Elegant Machinery 1985.
Kort efter DATA:s upplösning bildade Kajanus med Henry Marsh bandet And the Mamluks. De spelade bara in fyra låtar varav två släpptes på en Razormaid!-antologi på vinyl, Razormaid: The Epilogue: Back to Basics 1985. Kajanus och Marsh samarbetade även på musiken till den brittiska TV-serien The Kid från 1986.
Kajanus samarbetade sedan med den japanske kompositören Shigeru Umebayashi på dennes album Ume från 1988.

## Sailor igen
1989 återförenades Kajanus med Marsh och Picket som Sailor och började skriva och producera nytt material. Inget av materialet släpptes förrän senare, igen på Sailors cdbox från 2006, Buried Treasure.
1990 anslöt sig även Serpell återigen till Sailor, och gruppen spelade in två skivor med Kajanus som ensamt ansvarig för allt material, Sailor 1991 och Street Lamp 1992. Singlarna "La Cumbia" och "The Secretary" vann framgångar på europeiska topplistor.

## Noir
I slutet av 1990-talet bildade Kajanus tillsammans med Tim Dry en poesi-technogrupp kallad Noir. En av deras låtar, "Walking", användes flitigt i TV-serien Feast på Channel 4 - ett avantgarde matlagningsprogram.
Noirs album Strange Desire, som spelats in 1995, släpptes sent omsider av bolaget Angel Air Records 2007.

## Andra projekt
Kajanus komponerade musiken åt den tyska filmskaparen Monika Treuts två dokumentärer Didn't Do It for Love från 1997 och Gendernauts från 1999.
2008 började Kajanus i samarbete med Roberto Trippini och Barbie Wilde arbeta på en Sailor-musikal, en uppdaterad version av hans ursprungliga vision av Red Light Review, beskriven av Kajanus själv som "en bitterljuv musikal om två människor i jakt på kärlek i efterkrigstidens Marseille".
Kajanus är även inblandad i ett projekt kallat People Industry, beskrivet som "en extravagant musikalisk utforskning av den mänskliga resan"..